# Quirico Bernacchi
Quirico Bernacchi (Pescia, 30 agosto 1914 – Pescia, 5 aprile 2006) è stato un ciclista su strada italiano.
Attivo come indipendente tra il 1937 e il 1943, vinse una tappa al Giro d'Italia 1937.

## Carriera
Da dilettante partecipò ai mondiali di Berna del 1936. Passato tra gli indipendenti, partecipò al Giro d'Italia 1937 con la S.S. Parioli vincendo la seconda tappa, da Torino ad Acqui Terme, e vestendo per un giorno la maglia rosa. In quella "Corsa rosa" si ritirò dopo che durante una tappa, in mancanza di borracce, bevve dell'acqua da una pozzanghera contraendo il tifo.
Nel resto della carriera ottenne solo piazzamenti: settimo al Giro di Campania 1938, ottavo al Giro di Campania 1940 e al Giro del Lazio 1943.

## Palmarès
- 1937

Trofeo Morgagni-Ridolfi
2ª tappa Giro d'Italia (Torino > Acqui Terme)
Gran Premio di Monsummano

## Piazzamenti

### Grandi Giri
- Giro d'Italia

1937: ritirato

### Classiche monumento
- Milano-Sanremo

1941: 42º
1943: 38º
- Giro di Lombardia

1942: 40º

### Competizioni mondiali
- Campionati del mondo

Berna 1936 - In linea Dilettanti: ?